# River Heights
River Heights és una població dels Estats Units a l'estat de Utah. Segons el cens del 2000 tenia 1.496 habitants.

## Demografia
Segons el cens del 2000, River Heights tenia 1.496 habitants, 477 habitatges, i 390 famílies. La densitat de població era de 995,9 habitants per km².
Dels 477 habitatges en un 42,3% hi vivien nens de menys de 18 anys, en un 72,7% hi vivien parelles casades, en un 6,7% dones solteres, i en un 18,2% no eren unitats familiars. En el 16,8% dels habitatges hi vivien persones soles el 10,3% de les quals corresponia a persones de 65 anys o més que vivien soles. El nombre mitjà de persones vivint en cada habitatge era de 3,14 i el nombre mitjà de persones que vivien en cada família era de 3,54.
Per edats la població es repartia de la següent manera: un 33,1% tenia menys de 18 anys, un 10% entre 18 i 24, un 24,2% entre 25 i 44, un 18,6% de 45 a 60 i un 14,2% 65 anys o més.
L'edat mitjana era de 31 anys. Per cada 100 dones de 18 o més anys hi havia 95,1 homes.
La renda mitjana per habitatge era de 53.750 $ i la renda mitjana per família de 60.000 $. Els homes tenien una renda mitjana de 48.194 $ mentre que les dones 25.729 $. La renda per capita de la població era de 24.068 $. Entorn del 2,2% de les famílies i el 5,2% de la població estaven per davall del llindar de pobresa.

## Poblacions més properes
El següent diagrama mostra les poblacions més properes.